# 안토니오 메우치
안토니오 메우치(이탈리아어: Antonio Meucci, 1808년 4월 13일 ~ 1889년 10월 18일)는 인류 역사상 최초로 전화기를 발명한 발명가이다.
알렉산더 그레이엄 벨보다 무려 21년 앞서서 먼저 발명하였으나, 가난하여 특허를 임시특허로 할 수밖에 없었다. 자기 이름으로 등록하기 위해서는 특허 등록비가 필요했는데 돈이 없어서 정식 등록을 하지 못하고 임시특허를 등록했다. 1876년 알렉산더 그레이엄 벨이 전화기를 발명했다고 미국 특허청에 정식으로 특허를 등록하자 이것을 문제 삼아 소송을 걸었지만, 승소 직전 심장마비로 생애를 마쳤다. 그래서 전화기는 1876년 알렉산더 그레이엄 벨이 최초로 발명한 것으로 오랜 기간 잘못 알려져 왔다. 2002년 미국 의회는 최초의 전화 발명자를 안토니오 무치로 인정하였다.

## 전기
피렌체에서 태어나 피렌체 미술원(Accademia di Belle Arti), 그리고 세관의 직원과 페르고라 극장의 무대 기사로 일하였다. 이때 미래의 아내인 에스테르 모치(Ester Mochi)를 알게 된다. 1831년 혁명의 움직임에 말려 들어가 그의 정치적 신념에 의해 토스카나 대공국을 뒤로 하고 쿠바로 이주하지 않을 수 없게 되어 1835년에 하바나의 Tacon 극장에 근무했고 1850년에는 아메리카 합중국에 도착했다. 뉴욕에 도착한 안토니오 무치는 수지 양초 공장(주세페 가리발디가 일하던 곳이다.)을 설립하였다.
1854년 무렵에 안토니오 무치는 기계를 이용한 최초의 전화기를 완성했다. 이것은 그의 사무소와 침실에 있는 중병의 아내와의 대화를 목적으로 한 것이었다. 상당한 시간이 지나고 수지 양초 회사는 도산하여 자금난에 시달리지만 그 와중에도 그의 발명은 계속되었다. 그의 발명품인 전화기의 특허권을 얻는데 충분한 자금이 없었지만 1871년에 일시적인 특허를 얻어 매년 10달러를 지불해서 갱신했다. 마지막에 갱신한 년도는 1873년이다. 그리고 뉴욕의 전신 회사에 발명을 제시해 보았지만 전신 회사는 전화기의 잠재 능력을 깨닫지 못했다. 1876년에 알렉산더 그레이엄 벨은 안토니오 무치 전화에 대한 특허를 취득했고, 이 사실을 알아챈 안토니오 무치는 즉시 제소했지만 이미 파산한 상태였으며, 음식을 사는데도 어려운 상태였다. 결국 재판에서 안토니오 무치는 기계식 전화만을 발명했고 알렉산더 그레이엄 벨은 전기식 전화를 개발하여 전기식 특허를 얻었다고 하는 판사의 판단으로 1887년에 안토니오 무치는 모든 전화 특허권을 알렉산더 그레이엄 벨에게 넘겨주게 되었다.

## 특허
전기식 음성 전달 장치 이외에도 안토니오 무치는 화학적·기계적 방법을 이용한 장치를 다수 발명해 특허를 받았다. 자금의 부족 때문에, 그의 전화기(전기식 음성 전달 장치)인 텔레폰은 통상의 특허로 잡히지 않았지만, 특허료를 매년마다 10달러의 갱신료를 계속 지불했다. 영구적인 특허를 취득하기 위해서는 250달러가 필요로 했기 때문에 안토니오 무치는 친구의 모금에 의지했지만 20달러 이상 모아지지 않았다. 그래서 안토니오 무치는 알렉산더 그레이엄 벨보다 21년 앞서 전화기를 만들었지만, 특허료 때문에 알렉산더 그레이엄 벨이 최초의 전화기를 만든 사람으로 알려져 있다.

## 인식
백년 이상, 이탈리아 왕국 이외에서 전화는 알렉산더 그레이엄 벨에 의해서 발명된 것으로 받아들여졌다. 사후 113년이 흐른 후인 2002년 6월 11일 미국 의회의 결의안에 따라 안토니오 무치가 전화기의 최초 발명가로서 공식으로 인정받게 되었다.

## 같이 보기
- 전화소송
- 에밀 베를리너
- 토머스 에디슨
- 일라이셔 그레이